# 桂枝麻黃各半湯
桂枝麻黃各半湯即桂枝湯與麻黃湯各自劑量減半(精確而言是1/3的劑量)而合成之湯劑，故名桂枝麻黃各半湯。為治太陽症之藥方，症狀的表面上看，如得到瘧疾般寒熱交替發作，但發熱時間較多，而發冷時間較少，病人不會嘔吐，而且大小便正常；不發汗，面色較紅，身癢。

## 出處
《傷寒論》．辨太陽病脈證并治法上：「…太陽病，得之八九日，如瘧狀，發熱惡寒，熱多寒少，其人不嘔，清便欲自可，一日二三度發。脈微緩者，為欲愈也。脈微而惡寒者，此陰陽俱虛，不可更發汗、更下、更吐也。面色反有熱色者，未欲解也，以其不能得小汗出，身必痒，宜桂枝麻黃各半湯。」

## 功用
治療感冒、支氣管炎、皮膚搔癢、蕁麻疹、皮膚炎、皮膚瘙癢症、濕疹、風疹、過敏性皮炎、神經性皮炎等。

## 辨症要點
- 發熱惡寒，且熱多寒少：代表病人抵抗力仍佳。
- 沒有嘔吐現象：代表病邪尚未入「少陽」。[2]
- 大小便正常：代表病邪尚未入「陽明」。
- 面色紅：代表病仍在，尚未痊瘉。
- 身癢：病邪不能從汗排出(當汗不汗或汗出不澈)，尚停留在皮膚下方，所以一定發癢；(若病邪至經筋則痛)。[3]

## 方劑組成(漢制)
- 桂枝 一兩十六銖
- 芍藥 一兩
- 生薑 一兩 切
- 甘草 一兩 炙
- 麻黃 一兩 去節
- 大棗 四枚
- 杏仁 二十四個 去皮尖

## 方義
- 本方將劑量減少，代表只取微汗便可。
- 麻黃宣肺，即可以將氣管、毛孔打開；杏仁潤肺，可以將肺裏的津液補足；桂枝解肌，即讓肌肉鬆弛；生薑可助發汗；大棗則是將腸胃裏的津液補足。[4]